# برايان بود
برايان بود هو لاعب كرة قدم كندي، ولد في 8 أبريل 1952 في تورونتو في كندا، وتوفي بنفس المكان في 11 يونيو 2008. شارك مع منتخب كندا لكرة القدم. أما مع النوادي، فقد لعب مع فانكوفر وايتكابس.

## وصلات خارجية
- برايان بود على موقع الاتحاد الدولي (مؤرشف)  (الإنجليزية)
- برايان بود على موقع ناشيونال فوتبول تيمز (الإنجليزية)